# ذا أسانت (لعبة فيديو)
ذا أسانت (بالإنجليزية: The Ascent)‏ هي لعبة فيديو تقمص الأدوار، من أنواع الخيال العلمي المشهورة بتركيزها على عالم التقنية المتطورة والعالم السفلي (سايبربانك)، من تطوير الاستوديو السويدي نيون جاينت المستقل للألعاب ومن نشر شركة كورف ديجيتال على مايكروسوفت ويندوز وإكس بوكس سيريس إكس وسيريس أس وإكس بوكس ون، طُورت اللعبة باستخدام محرك أنريل إنجن من قبل فريق مكوّن من 11 شخصًا وهي أول لعبة من تطوير استوديو نيون جاينت. صدرت اللعبة بتاريخ 29 يوليو 2021 وحصدت تقييمات إيجابية من النقاد فور صدورها، إذ أشادوا بتقنياتها البصرية وأسلوب قتالها ورسومها وتصميمها الصوتي، لكنهم انتقدوا بعض مشاكلها التقنية.

## قصة اللعبة
تجري أحداث اللعبة في عالم مستقبلي بائس قائم على مفهوم العمارة البيئية يُعرف باسم "فيليس"، تسيطر عليه شركة عملاقة نافذة تسمى "مجموعة ذا أسانت"، ويتحكم اللاعبون بعامل استعبدته الشركة. بعد الانهيار الغامض لمجموعة الصعود هذه، ينحذر العالم إلى بيئة متاحة للجميع تعمّها الفوضى على شكل مناطق ونقابات وشركات متنافسة ضد بعضها من أجل إحكام السيطرة والزعامة عليها. يتمثل دور اللاعب في منع الفصائل الأخرى من الهيمنة على العالم وكشف السر وراء زوال مجموعة ذا أسانت.